# أبو جبران (قرية)
قرية أبو جبران  هي إحدى القرى التابعة لمركز الرحمانية في محافظة البحيرة في جمهورية مصر العربية. حسب إحصاءات سنة 2006، بلغ إجمالي السكان في أبوجبران 5557 نسمة، منهم 2764 رجل و2793 امرأة.